# Il porto delle nebbie (film)
Il porto delle nebbie (Le Quai des brumes) è un film del 1938 diretto da Marcel Carné, scritto da Jacques Prévert adattando per il cinema l'omonimo romanzo del 1927 di Pierre Mac Orlan. È stato presentato in concorso alla 6ª Mostra internazionale d'arte cinematografica di Venezia, dove Carné ha ricevuto un premio speciale per la regia.

## Trama
Jean, un disertore dell'esercito coloniale francese, è arrivato a Le Havre con la ferma intenzione di lasciare la Francia. Nel bar "Panama", gestito dall'eccentrico individuo omonimo, incontra la bella Nelly, una malinconica ragazza terrorizzata dal suo tutore Zabel, che ella sospetta essere l'assassino del suo fidanzato Maurice. Per difendere Nelly dalle insidie del tutore, che si rivela essere un losco individuo e che si conferma essere l'autore del delitto, Jean uccide Zabel. Mentre sta per lasciare il paese, pronto a fuggire in Venezuela con una nuova identità, viene però assassinato in mezzo alla strada a colpi di pistola da Lucien, un giovane gangster locale del quale aveva scatenato l'odio, umiliandolo e prendendolo a schiaffi pubblicamente in diverse occasioni.

## Produzione
Poiché Jean Gabin aveva un contratto con l'UFA, il film avrebbe dovuto essere girato in Germania, ma i tedeschi non apprezzarono il progetto, che fu quindi rilevato da un produttore francese. Le riprese si svolsero nei mesi di gennaio e febbraio 1938 negli Studi di Joinville e per gli esterni a Le Havre.

## Distribuzione
La prima del film avvenne il 18 maggio 1938 al cinema Marivaux di Parigi. Originariamente vietato ai minori di sedici anni, fu poi vietato completamente dalla censura francese durante l'occupazione. Malgrado il premio ottenuto alla Mostra del cinema di Venezia nel 1938, il film fu distribuito in Italia solo nel 1943 e in edizione integrale solo nel 1959.

## Accoglienza
Jean Renoir definì questo film fascista, suscitando la dura replica di Prévert.

## Riconoscimenti
- 1938 - Mostra internazionale d'arte cinematografica
  - Premio speciale per la regia
- 1939 - Premio Louis-Delluc
- 1939 - National Board of Review
  - Miglior film straniero